# SU-100
SU-100 je bil sovjetski uničevalec tankov iz 2. svetovne vojne. Zgrajen je bil na šasiji tanka T-34 in je bil oborožen je bil z močnim 100 mm protitankovskim  topom D-10S.SU-100 je bil zelo efektivno orožje, vendar je vstopil uporabo šele proti koncu 2. svetovne vojne. Se je pa uporabljal tudi v konfliktih po 2. svetovno vojni. 
SU-100 je lahko z razdalje 2000 metrov prebil okrog 125 mm oklepa.
SU-100 so proizvajali v Uralmaš-u iz Jekaterinburga.